# Hochschober
Hochschober är ett berg i Österrike. Det ligger i distriktet Lienz och förbundslandet Tyrolen, i den centrala delen av landet. Toppen på Hochschober är 3 242 meter över havet, eller 562 meter över den omgivande terrängen.
Hochschober är den högsta toppen i Schobergruppe.
I omgivningarna runt Hochschober förekommer främst kala bergstoppar, alpin tundra och några mindre isformationer.